# سطامية الكبرى (اسماعيلية)
سطامية الكبرى (بالفارسية: سطامیه بزرگ) هي قرية وتقع في إيران في قسم إسماعيلية الريفي. يقدر عدد سكانها بـ 193 نسمة بحسب إحصاء 2016.